# Saskia Feige
Saskia Feige (Potsdam, 13 agosto 1997) è una marciatrice tedesca, vincitrice della medaglia di bronzo nella 20 km agli Europei di Monaco di Baviera 2022.

## Palmarès
| Anno | Manifestazione  | Sede     | Evento          | Risultato | Prestazione | Note                                     |
| ---- | --------------- | -------- | --------------- | --------- | ----------- | ---------------------------------------- |
| 2018 | Europei         | Berlino  | Marcia 20 km    | 16ª       | 1h32'57"    |                                          |
| 2019 | Mondiali        | Doha     | Marcia 20 km    | 11ª       | 1h37'14"    |                                          |
| 2021 | Giochi olimpici | Tokyo    | Marcia 20 km    | dnf       | dnf         |                                          |
| 2022 | Mondiali        | Eugene   | Marcia 20 km    | 15ª       | 1h32'12"    |                                          |
| 2022 | Europei         | Monaco   | Marcia 20 km    | Bronzo    | 1h29'25"    | Miglior prestazione personale            |
| 2023 | Mondiali        | Budapest | Marcia 20 km    | 29ª       | 1h34'49"    |                                          |
| 2024 | Europei         | Roma     | Marcia 20 km    | 18ª       | 1h33'57"    | Miglior prestazione personale stagionale |
| 2024 | Giochi olimpici | Parigi   | Marcia 20 km    | 28ª       | 1h33'23"    | Miglior prestazione personale stagionale |
| 2024 | Giochi olimpici | Parigi   | Staffetta mista | 10ª       | 2h56'14"    |                                          |